# Luis Fernando Herrera
Luis Fernando Herrera Arango (ur. 12 czerwca 1962 w Medellín) – piłkarz kolumbijski grający na pozycji prawego obrońcy. Nosił przydomek „El Chonto”.

## Kariera klubowa
Herrera przez całą swoją karierę związany był z klubem z rodzinnego miasta Medellín, o nazwie Atlético Nacional. Pierwsze sukcesy osiągnął jednak dopiero pod koniec lat 80. Wtedy to w 1989 roku wywalczył Copa Libertadores, a Atlético Nacional pokonał po rzutach karnych paragwajską Olimpię Asunción. W tym samym roku wywalczył również Copa Interamericana (sukces ten powtórzył w 1995 roku). Wystąpił w przegranym 0:1 z A.C. Milan finale Pucharu Interkontynentalnego. Swoje pierwsze mistrzostwo Kolumbii Herrera zdobył w 1991 roku, a sukces ten powtórzył 3 lata później. Piłkarską karierę zakończył w 1996 roku i następnie został trenerem (m.in. w 1997 roku szkolił Deportivo Pereira).

## Kariera reprezentacyjna
W reprezentacji Kolumbii Herrera zadebiutował 11 czerwca 1987 roku w wygranym 1:0 towarzyskim meczu z Ekwadorem. W tym samym roku znalazł się w kadrze na Copa América 1987 i z Kolumbią zakończył ten turniej na 3. miejscu.
W 1990 roku Herrera był członkiem kadry na Mistrzostwa Świata we Włoszech. Tam był podstawowym obrońcą Kolumbii i zagrał we wszystkich meczach Kolumbii: grupowych z ZEA (2:0), z Jugosławią (0:1), RFN (1:1), a potem wystąpił także w meczu 1/8 finału z Kamerunem, który piłkarze z Afryki wygrali po dogrywce 2:1 i awansowali do ćwierćfinału.
W 1993 roku Herrera wystąpił Copa América 1993 i podobnie jak 4 lata wcześniej ze swoimi rodakami zajął 3. miejsce.
W 1994 roku Herrera wystąpił w finałach Mistrzostw Świata w USA. Podobnie jak na turnieju we Włoszech był zawodnikiem pierwszej jedenastki i wystąpił we wszystkich meczach: z Rumunią (1:3), z USA (1:2) oraz ze Szwajcarią (2:0). Kolumbia ostatecznie zajęła ostatnie miejsce i nie wyszła z grupy.
Swój ostatni mecz w kadrze Herrera rozegrał w lutym 1996 roku. Łącznie w pierwszej reprezentacji wystąpił w 66 meczach i zdobył 1 gola.